# John Fitzgerald (tennista)
John Basil Fitzgerald (Cummins, 28 dicembre 1960) è un allenatore di tennis ed ex tennista australiano.

## Carriera
Fitzgerald durante la sua carriera ha vinto 6 titoli in singolare e 30 in doppio, in quest'ultima specialità ha conquistato ben 7 titoli nei tornei del Grande Slam.

Nel singolare ha raggiunto la sua migliore posizione in classifica nel luglio 1988 arrivando alla 25 posizione, nel doppio ha invece raggiunto la testa della classifica nel luglio del 1991.

Ha ottenuto ottimi risultati anche nel doppio misto dove, in coppia con Elizabeth Smylie, ha vinto il Torneo di Wimbledon 1991 e gli US Open 1983.

Ha fatto parte della squadra Australiana che ha vinto la Coppa Davis 1983.

Ha preso parte alle Olimpiadi del 1988 e del 1992 ottenendo però scarsi risultati, si è fermato al primo turno nel singolare e al secondo nel doppio.

Dopo il suo ritiro dal tennis giocato nel 1997 è stato capitano della squadra Australiana in Coppa Davis tra il 2001 e il 2010 per poi cedere il ruolo a Patrick Rafter.

## Finali nei tornei del Grande Slam

### Doppio

#### Vittorie (7)
| Anno | Torneo            | Superficie  | Compagno       | Avversari in finale           | Punteggio                 |
| 1982 | Australian Open   | Erba        | John Alexander | Andy Andrews John Sadri       | 6–7, 6–2, 7–6             |
| 1984 | US Open           | Cemento     | Tomáš Šmíd     | Stefan Edberg Anders Järryd   | 7–6, 6–3, 6–3             |
| 1986 | Roland Garros     | Terra rossa | Tomáš Šmíd     | Stefan Edberg Anders Järryd   | 6–3, 4–6, 6–3, 6–7, 14–12 |
| 1989 | Wimbledon         | Erba        | Anders Järryd  | Rick Leach Jim Pugh           | 3–6, 7–6, 6–4, 7–6        |
| 1991 | Roland Garros (2) | Terra rossa | Anders Järryd  | Rick Leach Jim Pugh           | 6–0, 7–6                  |
| 1991 | Wimbledon (2)     | Erba        | Anders Järryd  | Javier Frana Leonardo Lavalle | 6–3, 6–4, 6–7, 6–1        |
| 1991 | US Open (2)       | Cemento     | Anders Järryd  | Scott Davis David Pate        | 6–3, 3–6, 6–3, 6–3        |

#### Finali perse (4)
| Anno | Torneo          | Superficie    | Compagno      | Avversari in finale            | Punteggio          |
| 1985 | Wimbledon       | Erba          | Pat Cash      | Heinz Günthardt Balázs Taróczy | 6–4, 6–3, 4–6, 6–3 |
| 1988 | Roland Garros   | Terra battuta | Anders Järryd | Andrés Gómez Emilio Sánchez    | 6–3, 6–7, 6–4, 6–3 |
| 1988 | Wimbledon (2)   | Erba          | Anders Järryd | Ken Flach Robert Seguso        | 6–4, 2–6, 6–4, 7–6 |
| 1993 | Australian Open | Cemento       | Anders Järryd | Danie Visser Laurie Warder     | 6–4, 6–3, 6–4      |

### Doppio misto

#### Vittorie (2)
| Anno | Torneo    | Superficie | Compagno         | Avversari in finale         | Punteggio     |
| 1983 | US Open   | Cemento    | Elizabeth Smylie | Ferdi Taygan Barbara Potter | 3–6, 6–3, 6–4 |
| 1991 | Wimbledon | Erba       | Elizabeth Smylie | Jim Pugh Nataša Zvereva     | 7–6, 6–2      |

#### Finali perse (4)
| Anno | Torneo    | Superficie | Compagno         | Avversari in finale                 | Punteggio     |
| 1984 | US Open   | Cemento    | Elizabeth Smylie | Tom Gullikson Manuela Maleeva       | 2–6, 7–5, 6–4 |
| 1985 | Wimbledon | Erba       | Elizabeth Smylie | Paul McNamee Martina Navrátilová    | 7–5, 4–6, 6–2 |
| 1985 | US Open   | Cemento    | Elizabeth Smylie | Heinz Günthardt Martina Navrátilová | 6–3, 6–4      |
| 1990 | Wimbledon | Erba       | Elizabeth Smylie | Rick Leach Zina Garrison            | 7–5, 6–2      |